# Gösta Holmström
Stig Gösta Holmström, född 9 augusti 1922 i Sollefteå, död 2 augusti 2014, var en svensk skådespelare.

## Filmografi (urval)
- 1944 – Lev farligt
- 1945 – Den allvarsamma leken
- 1946 – När ängarna blommar
- 1946 – Harald Handfaste
- 1947 – Rallare
- 1948 – De kämpade sig till frihet
- 1948 – Lars Hård
- 1948 – Hjältar mot sin vilja
- 1948 – Främmande hamn
- 1949 – Kvinnan som försvann
- 1949 – Smeder på luffen
- 1949 – Jungfrun på Jungfrusund
- 1950 – Restaurant Intim
- 1950 – Rågens rike
- 1950 – Sånt händer inte här
- 1951 – Tull-Bom
- 1951 – Sköna Helena
- 1952 – Hon kom som en vind
- 1952 – Ubåt 39
- 1952 – Kalle Karlsson från Jularbo
- 1952 – När syrenerna blomma
- 1953 – Kvinnohuset
- 1953 – Vägen till Klockrike
- 1953 – Folket i fält
- 1954 – Gud Fader och tattaren
- 1954 – Café Lunchrasten
- 1955 – Luffaren och Rasmus
- 1955 – Resa i natten
- 1956 – Ratataa
- 1956 – Främlingen från skyn
- 1957 – Vägen genom Skå
- 1958 – Kvinna i leopard
- 1959 – Fridolfs farliga ålder
- 1959 – Fly mej en greve
- 1960 – På en bänk i en park
- 1960 – Domaren
- 1989 – Förhöret

## Teater

### Roller (ej komplett)
| År   | Roll                | Produktion                                             | Regi           | Teater                   |
| ---- | ------------------- | ------------------------------------------------------ | -------------- | ------------------------ |
| 1942 | Vargen              | Rödluvan Robert Bürkner                                | Ingmar Bergman | Sagoteatern              |
| 1942 | Den Hemlighetsfulle | Kaspers död Ingmar Bergman                             | Ingmar Bergman | Stockholms studentteater |
| 1954 |                     | Farligt uppdrag (Seagulls over Sorrento) Hugh Hastings | Keve Hjelm     | Riksteatern              |